# Волков, Юрий Петрович (Герой Социалистического Труда)
Юрий Петрович Волков (1 декабря 1939 года, Татарская АССР — 5 марта 2021 года) — капитан рыболовецких судов Преображенской базы тралового флота Приморрыбпрома. Лауреат Государственной премии СССР. Герой Социалистического Труда. Делегат XXVII съезда КПСС.

## Биография
Родился 1 декабря 1939 года в ТАССР. После окончания в 1960 года Мурманского мореходного училища был по распределению направлен штурманом на рыболовецкие суда «Мурмансксельди». С 1964 года — помощник капитана на судне «Бештау» Преображенской базы тралового флота. В 1966 году стал капитаном на траулер «Стрелок», который под его руководством освоил кошельковый лов сельди иваси. Затем возглавлял экипажи на траулерах-сейнерах «Славута» и «Сагайдак». Затем был назначен капитаном на средний траулер «Скадовск». В ходе 10-й «пятилетки» экипажу этого судна удалось принести государства порядка 7 миллионов рублей прибыли, выловив сверх плана 10,7 тысяч тонн рыбы.
В 1982 году Юрий Волков за умелую организацию производства, повышение производительности труда, снижение себестоимости продукции и экономию средства был удостоен Государственной премии СССР.
1 ноября 1984 года Указом Президиума Верховного Совета СССР за досрочное выполнение заданий одиннадцатой пятилетки и социалистических обязательств, большой личный вклад в увеличение добычи рыбы и производство рыбной продукции и проявленный трудовой героизм ему было присвоено звание Героя Социалистического Труда с вручением ордена Ленина и золотой медали «Серп и Молот» .
В 1986 году назначен капитаном на сейнер-траулер «Князево». До выхода на пенсию продолжал возглавлять экипажи судов Приморского производственного объединения рыбной промышленности.
Проживал в поселке Преображение Приморского края.
Скончался 5 марта 2021 года, похоронен на поселковом кладбище.

## Награды
- Орден Ленина (1984 год)
- Орден Трудового Красного Знамени (1977 год)
- Орден «Знак почета» (1974 год)
- Лауреат Государственной премии СССР (1982 год)
- Почетный гражданин поселка Преображение (1984 год)[4]
- Почетный житель Лазовского района[2]